# Pinax theatri botanici
Pinax theatri botanici (‘Exposición ilustrada de plantas’) es una obra escrita por el botánico suizo Gaspard Bauhin (1560-1624) y publicada en 1623 con el nombre completo de Pinax theatri botanici, sive Index in Theophrasti Dioscoridis, Plinii et Botanicorum qui a saeculo scripserunt opera. Trata sobre más de 6000 especies de plantas y se la considera como la expresión máxima de los herbarios europeos durante el Renacimiento. La nomenclatura que utiliza Bahuin en esta obra tuvo una gran influencia sobre los afamados botánicos John Ray (1628-1707), Joseph Pitton de Tournefort (1656-1708), y sobre el mismo Carlos Linneo (1707-1778).
El sistema de clasificación utilizado por Bahuin en esta obra no es particularmente innovativo, ya que utiliza los agrupaciones tradicionales tales como "árboles", "arbustos" y "hierbas", a los que agrega otras características por su utilización, por ejemplo agrupa a todas las especias o plantas condimenticias en el grupo "Aromata". Sin embargo, agrupó correctamente a todas las especies de gramíneas y leguminosas. Su mayor contribución, no obstante, fue la descripción de géneros y especies; de hecho, introdujo varios nombres de géneros que luego serían utilizados por Linneo y continúan usándose. Para las especies, por ejemplo, sintetizó las descripciones de modo de utilizar solo unas cuantas palabras y, en muchos casos, solo una; lo que recuerda en cierto modo a la nomenclatura binomial que impondría Linneo años más tarde.